# Ladislav Nemet
Ladislav Nemet, né le 7 septembre 1956 à Odžaci (Serbie), est un prélat catholique serbe, actuel archevêque de Belgrade. Le pape François le crée cardinal au cours du consistoire qui se tient le 7 décembre 2024. Il devient ainsi le premier cardinal serbe.

## Biographie
Ladislav Nemet est né le 7 septembre 1956 à  Odžaci, alors en Yougoslavie. De 1971 à 1976, il effectue ses études secondaires à l'école Gymnasium Paulinum de Subotica. Il rejoint ensuite la Société du Verbe Divin et effectue ses études de philosophie et théologie à Pieniężno, en Pologne. Il prononce ses vœux au sein de la Société du Verbe Divin le 8 septembre 1982 et y est ordonné prêtre le 1er mai 1983. 
Il obtient ensuite un doctorat de théologie dogmatique à l'Université pontificale grégorienne. Il est ensuite missionnaire aux Philippines, où il est aumônier de l'Université de San Carlos de Cebu. En 1994, il est envoyé en Autriche où il enseigne la théologie et est vicaire paroissial. De 2000 à 2004, il est collaborateur de la mission du Saint-Siège auprès des Nations-Unies et des agences spécialisées à Vienne. Il est en même temps professeur de théologie à Zagreb.
De 2004 à 2007, il est supérieur provincial de Hongrie de la Société du Verbe Divin. En 2006, il devient secrétaire général de la Conférence épiscopale catholique hongroise et enseigne la missiologie à Budapest. 
Le 23 avril 2008, le pape Benoît XVI le nomme évêque de Zrenjanin. Il reçoit la consécration épiscopale le 5 juillet 2008 des mains du cardinal Péter Erdő, archevêque d'Esztergom-Budapest.
En avril 2016, il est élu président de la Conférence épiscopale internationale des saints Cyrille et Méthode, qui réunit les évêques catholique de Serbie, du Kosovo, de Macédoine du Nord et du Monténégro.
Le 25 novembre 2022, il est nommé archevêque de Belgrade par le pape François. Depuis 2021, il est vice-président du Conseil des conférences épiscopales d'Europe. 
Le 6 octobre 2024, le pape François annonce qu'il sera créé cardinal le 7 décembre 2024 avec 20 autres prélats. Il est créé avec le titre de cardinal-prêtre de Santa Maria Stella Maris et devient ainsi le premier cardinal serbe.
Le 11 janvier 2025, le pape le nomme membre du Dicastère pour la promotion de l'unité des chrétiens.